# Bornos
Bornos je španělská obec v provincii Cádiz v autonomním společenství Andalusie. Žije zde přibližně 7 500 obyvatel.

## Poloha obce
Sousední obce jsou: Arcos de la Frontera, Espera a Villamartín.